# Pilosella
Pilosella je biljni rod iz porodice glavočika, dio podtribusa Hieraciinae, tribus Cichorieae. Rod je raširen po Euroaziji, Sjevernoj i Južnoj Americi i sjeverozapadnoj Africi, a pripada mu preko 270 vrsta.
Ovom rodu pripada i Hojfelova runjika koja raste i u Hrvatskoj.

## Vrste
1. Pilosella abakurae (Schelk. & Zahn) Soják
2. Pilosella acrothyrsoides (Zahn ex Oborny) Gottschl.
3. Pilosella acutifolia (Vill.) Arv.-Touv.
4. Pilosella adenogaliciana Mateo & Egido
5. Pilosella aequimontis (Gottschl. & Meierott) S.Bräut. & Greuter ex Gottschl. & S.Bräut.
6. Pilosella aguilellae Mateo
7. Pilosella aiboensis (Mateo & Egido) Mateo, Egido & E.Fidalgo
8. Pilosella aletschensis (Zahn) Soják
9. Pilosella alfambrae Mateo & Egido
10. Pilosella alpicola (Hoppe) F.W.Schultz & Sch.Bip.
11. Pilosella alturgelliana Mateo
12. Pilosella amaurocephala (Peter) Soják
13. Pilosella amphipolia (Nägeli & Peter) Gottschl.
14. Pilosella anchusoides (Arv.-Touv.) Arv.-Touv.
15. Pilosella aneimena (Nägeli & Peter) Soják
16. Pilosella annae-vetterae Zahn ex Gottschl.
17. Pilosella anobrachia (Arv.-Touv. & Gaut.) S.Bräut. & Greuter
18. Pilosella apatelia (Nägeli & Peter) Soják
19. Pilosella aranii Mateo
20. Pilosella arbasiana Mateo & Egido
21. Pilosella argyrocoma (Fr.) F.W.Schultz & Sch.Bip.
22. Pilosella argyrogaliciana Mateo & Egido
23. Pilosella argyrolegionensis Mateo & Egido
24. Pilosella arida (Freyn) Soják
25. Pilosella arnoserioides (Nägeli & Peter) Soják
26. Pilosella aurantella (Nägeli & Peter) Soják
27. Pilosella aurantiaca (L.) F.W.Schultz & Sch.Bip.
28. Pilosella auriculiformis (Fr.) F.W.Schultz & Sch.Bip.
29. Pilosella auriculoides (Láng) Arv.-Touv.
30. Pilosella balansae (Boiss.) S.Bräut. & Greuter
31. Pilosella basifurca (Peter) Soják
32. Pilosella bauhini (Schult.) Arv.-Touv.
33. Pilosella biflora (Arv.-Touv.) Arv.-Touv.
34. Pilosella bifurca (M.Bieb.) F.W.Schultz & Sch.Bip.
35. Pilosella biglana (Bornm. & Zahn) S.Bräut. & Greuter
36. Pilosella billyana (de Retz) Mateo
37. Pilosella blaui (B.Schütt & Zahn) Gottschl.
38. Pilosella blyttiana (Fr.) F.W.Schultz & Sch.Bip.
39. Pilosella bodewigiana (Zahn) Soják
40. Pilosella bonaquae (Buttler & W.Lippert) S.Bräut. & Greuter
41. Pilosella brachycoma (Nägeli & Peter) H.P.Fuchs
42. Pilosella breviscapa (DC.) Soják
43. Pilosella bryhnii (Blytt ex Omang) Soják
44. Pilosella brzovecensis (Horv. & Pawl) Soják
45. Pilosella budensis (Borbás) Soják
46. Pilosella bulgarica Szelag & Vladimir.
47. Pilosella byzantina (Boiss.) P.D.Sell & West
48. Pilosella caballeroi (Mateo) Mateo
49. Pilosella caespitosa (Dumort.) P.D.Sell & C.West
50. Pilosella calodon (Tausch ex Peter) Soják
51. Pilosella calomastix (Peter) Soják
52. Pilosella cana (Peter) Gottschl.
53. Pilosella capillata (Arv.-Touv.) Mateo
54. Pilosella castellana (Boiss. & Reut.) F.W.Schultz & Sch.Bip.
55. Pilosella caucasica (Nägeli & Peter) Sennikov
56. Pilosella cepitina (Gottschl.) Gottschl.
57. Pilosella chaetocephala (H.Hofm.) Holub
58. Pilosella chaetophyton (Zahn) S.Bräut. & Greuter
59. Pilosella chlorops (Nägeli & Peter) Soják
60. Pilosella chomatophila (Peter) Gottschl.
61. Pilosella cinereiformis (R.Meissn. & Zahn ex Touton) S.Bräut. & Greuter
62. Pilosella cinerosiformis (Nägeli & Peter) Gottschl.
63. Pilosella cochlearis Norrl.
64. Pilosella corvigena (Gottschl.) Gottschl.
65. Pilosella corymbulifera (Arv.-Touv.) Arv.-Touv.
66. Pilosella corymbuloides (Arv.-Touv.) S.Bräut. & Greuter
67. Pilosella crassiseta (Peter) Soják
68. Pilosella cymiflora (Nägeli & Peter) S.Bräut. & Greuter
69. Pilosella cymosa (L.) F.W.Schultz & Sch.Bip.
70. Pilosella cymosiformis (Froel.) Gottschl.
71. Pilosella czerepninii Tupitz.
72. Pilosella densiflora (Tausch) Soják
73. Pilosella derubella (Gottschl. & Schuhw.) S.Bräut. & Greuter
74. Pilosella deschatresii J.-M.Tison
75. Pilosella dichotoma (Fr. ex Lindeb.) Soják
76. Pilosella dimorphoides Norrl.
77. Pilosella dubia (L.) F.W.Schultz & Sch.Bip.
78. Pilosella dublitzkii (B.Fedtsch. & Nevski) Tupitz.
79. Pilosella duerkhemiensis (Zahn) Gottschl. & Meierott
80. Pilosella dutartrei J.-M.Tison
81. Pilosella echioides (Lumn.) F.W.Schultz & Sch.Bip.
82. Pilosella eglandulosa (Sudre) Mateo
83. Pilosella eminens (Peter) Soják
84. Pilosella erythrochrista (Nägeli & Peter) S.Bräut. & Greuter
85. Pilosella erythrodonta (Zahn) Soják
86. Pilosella euchaetia (Nägeli & Peter) Soják
87. Pilosella euchaetiiformis (Zahn) Gottschl.
88. Pilosella fabadoi Mateo & Egido
89. Pilosella fainensis Gottschl.
90. Pilosella fallaciformis (Litv. & Zahn) Schljakov
91. Pilosella fallacina (F.W.Schultz) F.W.Schultz
92. Pilosella faurei Arv.-Touv.
93. Pilosella fidalgoana Mateo & Egido
94. Pilosella flagellaris (Willd.) Arv.-Touv.
95. Pilosella floribunda (Wimm. & Grab.) Fr.
96. Pilosella fontqueri (Pau) Mateo
97. Pilosella frigidaria (Nägeli & Peter) Soják
98. Pilosella fuernrohrii (Vollm.) S.Bräut. & Greuter
99. Pilosella fulviseta (Bertol.) Soják
100. Pilosella fusca (Vill.) Arv.-Touv.
101. Pilosella fuscoatra (Nägeli & Peter) Soják
102. Pilosella galiciana (Pau) M.Laínz
103. Pilosella glacialis (Reyn. ex Lachen.) F.W.Schultz & Sch.Bip.
104. Pilosella glomerata (Froel.) Fr.
105. Pilosella gorbeana Mateo
106. Pilosella grossheimii (Zahn) Coskunç. & Beyazoglu
107. Pilosella gudarica G.Mateo
108. Pilosella guthnikiana (Hegetschw.) Soják
109. Pilosella halacsyi (Heldr. ex Halácsy) Soják
110. Pilosella heterodoxa (Tausch) Soják
111. Pilosella heterodoxiformis (Zahn) S.Bräut. & Greuter
112. Pilosella heterogaliciana Mateo & Egido
113. Pilosella heteromelana (Zahn) Mateo
114. Pilosella hirtocastellana Mateo & Egido
115. Pilosella hoppeana (Schult.) F.W.Schultz & Sch.Bip.
116. Pilosella hybrida (Chaix ex Vill.) F.W.Schultz & Sch.Bip.
117. Pilosella hyperborea (Fr.) F.W.Schultz & Sch.Bip.
118. Pilosella hypeurocinerea Mateo & Egido
119. Pilosella hypeurya (Peter) Soják
120. Pilosella hypeurygenes (A.W.Hill) S.Bräut. & Greuter
121. Pilosella hypoleuca Arv.-Touv.
122. Pilosella ilgazensis Vladimir., Coskunç. & Kit Tan
123. Pilosella iserana (Uechtr.) Soják
124. Pilosella katunensis Tupitz.
125. Pilosella kebeshensis (Stepanov) Tupitz.
126. Pilosella koernickeana (Nägeli & Peter) Soják
127. Pilosella kozlowskyana (Zahn) Soják
128. Pilosella kumbelica (B.Fedtsch. & Nevski) Sennikov
129. Pilosella lactocantabrica Mateo & Egido
130. Pilosella lactucella (Wallr.) P.D.Sell & C.West
131. Pilosella laggeri (Rchb.f.) F.W.Schultz & Sch.Bip.
132. Pilosella lamprocantabrica Mateo & Egido
133. Pilosella lamprocoma (Nägeli & Peter) Schljakov
134. Pilosella lamprogaliciana Mateo & Egido
135. Pilosella lathraea (Peter) Soják
136. Pilosella legionensis Mateo & Egido
137. Pilosella legiotremedalis Mateo & Egido
138. Pilosella leptadeniiformis (Üksip) Tupitz.
139. Pilosella leptobrachia (Arv.-Touv.) Mateo
140. Pilosella leptoclados (Peter) Soják
141. Pilosella leptophyton (Nägeli & Peter) S.Bräut. & Greuter
142. Pilosella leucopsilon (Arv.-Touv.) Gottschl
143. Pilosella litardiereana (Zahn) Soják
144. Pilosella longiscapa (Boiss. & Kotschy ex Arv.-Touv.) Sennikov
145. Pilosella longisquama (Peter) Holub
146. Pilosella longistolonosa (Vollm.) comb.ined.
147. Pilosella lydiae (Schischk. & Steinb.) Tupitz.
148. Pilosella macranthela (Nägeli & Peter) Soják
149. Pilosella macranthiformis (Zahn) S.Bräut. & Greuter
150. Pilosella macrostolona (Gus.Schneid.) Soják
151. Pilosella macrotricha (Boiss.) F.W.Schultz & Sch.Bip.
152. Pilosella macutensis (Maly & Zahn) Soják
153. Pilosella mampodrensis Mateo & Egido
154. Pilosella maraniana Mateo & Egido
155. Pilosella maschukensis (Litv. & Zahn) Soják
156. Pilosella massagetovii (Gamajun. ex Kamelin & Zuckerw.) Sennikov
157. Pilosella mayeri (Vollm.) Soják
158. Pilosella medioposita (Gottschl.) Gottschl.
159. Pilosella megargyrocoma Mateo & Egido
160. Pilosella megatricha (Borbás) Soják
161. Pilosella melinomelas (Peter) Holub
162. Pilosella merxmuelleriana (S.Bräut.) S.Bräut. & Greuter
163. Pilosella mirabilis (Nägeli & Peter) Gottschl.
164. Pilosella moechiadia (Peter) S.Bräut. & Greuter
165. Pilosella montiberica Mateo & Egido
166. Pilosella moyensis Mateo
167. Pilosella muscelii (Prodan) S.Bräut. & Greuter
168. Pilosella neogelmii (Gottschl.) Gottschl.
169. Pilosella neohybrida (Arv.-Touv.) Mateo
170. Pilosella neosyllecta (K.Maly & Zahn) Gottschl. & Dunkel
171. Pilosella neotremedalis Mateo
172. Pilosella nevadensis (Arv.-Touv.) Mateo & Greuter
173. Pilosella nigrogudarica Mateo & Egido
174. Pilosella nigrolegionensis Mateo & Egido
175. Pilosella niveocantabrica Mateo & Egido
176. Pilosella niveocastellana Mateo & Egido
177. Pilosella niveogaliciana Mateo & Egido
178. Pilosella noguerensis Mateo
179. Pilosella nordhispanica Mateo & Egido
180. Pilosella norrliniiformis (Pohle & Zahn) Soják
181. Pilosella notha (Huter) Soják
182. Pilosella novosibirskensis Tupitz.
183. Pilosella occidentalis (Nyár.) Soják
184. Pilosella officinarum Vaill.
185. Pilosella onegensis Norrl.
186. Pilosella oniatiensis Mateo, Egido & E.Fidalgo
187. Pilosella oroasturica Mateo & Egido
188. Pilosella orolegionensis Mateo & Egido
189. Pilosella pachycymigera (Gottschl.) Gottschl.
190. Pilosella pachypila (Peter) Soják
191. Pilosella pannoniciformis (Litv. & Zahn) Soják
192. Pilosella panticosae Mateo
193. Pilosella paragoga (Nägeli & Peter) Soják
194. Pilosella paragogiformis (Besse & Zahn) Soják
195. Pilosella parvula (de Retz) Mateo
196. Pilosella pavichii (Heuff.) Holub
197. Pilosella pavichiodes S.Bräut. & Greuter
198. Pilosella pawlowskiella (Merxm.) Holub
199. Pilosella peleteriana (Mérat) F.W.Schultz & Sch.Bip.
200. Pilosella periphanoides (Zahn) Soják
201. Pilosella permutata (Nägeli & Peter) Soják
202. Pilosella peteriana (Käser) Holub
203. Pilosella petraea F.W.Schultz & Sch.Bip.
204. Pilosella pieriana Gottschl. & Dunkel
205. Pilosella piloselliflora (Nägeli & Peter) Soják
206. Pilosella pilosellina (F.W.Schultz) Soják
207. Pilosella piloselloides (Vill.) Soják
208. Pilosella pinea (Schischk. & Serg.) Tupitz.
209. Pilosella pintodasilvae (de Retz) Mateo
210. Pilosella plaicensis (Wol.) Soják
211. Pilosella polioderma (Dahlst.) Soják
212. Pilosella polymastix (Peter) Holub
213. Pilosella procera (Fr.) F.W.Schultz & Sch.Bip.
214. Pilosella procerigena (Litv. & Zahn) Sennikov
215. Pilosella promeces (Peter) Holub
216. Pilosella prussica (Nägeli & Peter) Soják
217. Pilosella pseudofidalgoana Mateo & Egido
218. Pilosella pseudogalliciana Mateo
219. Pilosella pseudogudarica Mateo & Egido
220. Pilosella pseudohybrida (Debeaux) Soják
221. Pilosella pseudolactucella Gottschl.
222. Pilosella pseudomaraniana Mateo & Egido
223. Pilosella pseudopanticosae Mateo & Egido
224. Pilosella pseudoparagoga (A.Schlick. & Touton) comb.ined.
225. Pilosella pseudopilosella (Ten.) Soják
226. Pilosella pseudotrichodes (Zahn) Soják
227. Pilosella pseudovahlii (de Retz) Mateo
228. Pilosella puenteana Mateo & Egido
229. Pilosella rhodopea (Griseb.) Szelag
230. Pilosella ricoana Mateo
231. Pilosella rothiana (Wallr.) F.W.Schultz & Sch.Bip.
232. Pilosella rubra (Peter) Soják
233. Pilosella rubriflora (Zahn) Zidorn
234. Pilosella ruprechtii (Boiss.) P.D.Sell & C.West
235. Pilosella sabinopsis (Ganesch. & Zahn) Tupitz.
236. Pilosella salernicola (J.Vetter & Zahn) Soják
237. Pilosella samokovensis (T.Georgiev & Zahn) S.Bräut. & Greuter
238. Pilosella saussureoides Arv.-Touv.
239. Pilosella scandinavica (Dahlst.) Schljakov
240. Pilosella schelkownikowii (Zahn) Soják
241. Pilosella schizosciadia Gottschl.
242. Pilosella schneidii (Schack & Zahn) S.Bräut. & Greuter
243. Pilosella schultesii (Sch.Bip.) F.W.Schultz & Sch.Bip.
244. Pilosella sciadogena Gottschl.
245. Pilosella sedelmeyeriana (Zahn) S.Bräut. & Greuter
246. Pilosella segoviensis Mateo
247. Pilosella serbica (F.W.Schultz & Sch.Bip.) Szelag
248. Pilosella setifolia (Touton) S.Bräut. & Greuter
249. Pilosella sintenisii (Freyn) Soják
250. Pilosella solacolui S.Bräut. & Greuter
251. Pilosella soleiroliana (Arv.-Touv. & Briq.) S.Bräut. & Greuter
252. Pilosella sphaerocephala (Rchb.) F.W.Schultz & Sch.Bip.
253. Pilosella stenosoma (Nägeli & Peter) Soják
254. Pilosella sterrochaetia (Nägeli & Peter) Soják
255. Pilosella stoloniflora (Waldst. & Kit.) F.W.Schultz & Sch.Bip.
256. Pilosella subdecolorans (Norrl.) S.Bräut. & Greuter
257. Pilosella subgudarica Mateo & Egido
258. Pilosella subrubens (Arv.-Touv.) Zahn
259. Pilosella substoloniflora (Peter) Soják
260. Pilosella subtardans (Nägeli & Peter) Soják
261. Pilosella subulatissima (Zahn) Mateo
262. Pilosella sulphurea (Döll) F.W.Schultz & Sch.Bip.
263. Pilosella tambovica Sennikov
264. Pilosella tardans (Peter) Soják
265. Pilosella tardiuscula (Peter) Soják
266. Pilosella tendina (Nägeli & Peter) Soják
267. Pilosella tephrocephala (Vuk.) Soják
268. Pilosella tephrochlorella (Ganesch. & Zahn) Tupitz.
269. Pilosella tephrodes (Nägeli & Peter) S.Bräut. & Greuter
270. Pilosella tephroglauca (Nägeli & Peter) Soják
271. Pilosella tephrophyton (Oborny & Zahn) Soják
272. Pilosella terminalis Mateo & Egido
273. Pilosella tinctilingua (Zahn) Soják
274. Pilosella tjumentzevii (Serg. & Üksip) Tupitz.
275. Pilosella transbotnica (Norrl.) T.Tyler
276. Pilosella tremedalis G.Mateo
277. Pilosella tricholepia (Nägeli & Peter) Dostál
278. Pilosella trigenes (Peter) Soják
279. Pilosella triplex (Peter) Soják
280. Pilosella tubulascens Norrl.
281. Pilosella turolensis Mateo
282. Pilosella ullepitschii (Blocki) Szelag
283. Pilosella unamunoi (C.Vicioso) Mateo
284. Pilosella vahlii (Froel.) F.W.Schultz & Sch.Bip.
285. Pilosella vansoestii (de Retz) Mateo
286. Pilosella variifurca (Zahn) Gottschl.
287. Pilosella vegaradana Mateo & Egido
288. Pilosella velutina (Hegetschw.) F.W.Schultz & Sch.Bip.
289. Pilosella verruculata (Link) Soják
290. Pilosella viridifolia (Peter) Holub
291. Pilosella visianii F.W.Schultz & Sch.Bip.
292. Pilosella walteri-langii (Gottschl.) S.Bräut. & Greuter
293. Pilosella willingorum Gottschl.
294. Pilosella wolgensis (Zahn) Soják
295. Pilosella woronowiana (Zahn) Soják
296. Pilosella xilocae Mateo
297. Pilosella ziziana (Tausch) F.W.Schultz & Sch.Bip.